# Maria Matos
Maria da Conceição de Matos Ferreira da Silva, mais conhecida por Maria Matos OSE (Lisboa, 29 de setembro de 1886 — Lisboa, 19 de setembro de 1952), foi uma atriz, encenadora, dramaturga, escritora, professora e empresária portuguesa, que se notabilizou como uma das mais célebres atrizes de Teatro e Cinema da primeira metade do século XX, em Portugal.

## Biografia

### Infância e juventude
Maria Matos nasceu no número 22 da Rua da Penha de França (atual Calçada Engenheiro Miguel Pais), freguesia de São Mamede, em Lisboa, a 29 de setembro de 1886, filha de José de Matos Ferreira da Silva, empregado de servir e cozinheiro, natural de Vilarinho (Lousã), e de sua esposa, Carolina da Conceição Caldas, natural de Lisboa. Era irmã de João Maria de Matos e Silva, funcionário dos Correios, nove anos mais velho.
Foi baptizada na Igreja de São Mamede, em Lisboa, tendo por padrinhos Manuel de Oliveira Amor, jardineiro e Antónia Augusta Costas, criada particular de D. Maria Isabel Raposo de Sousa d'Alte Espargosa, viscondessa de Fonte Arcada, que era madrinha do seu irmão. Foi pela mão da viscondessa que entrou para o Convento das Comendadeiras da Encarnação, cuja madre superiora era prima da viscondesssa, onde fez a sua instrução. Passou grande parte de sua infância no palacete dos viscondes da Rua do Monte Olivete, onde os pais trabalhavam, rodeada de parentes e serviçais, sendo descrita como sensível, bonita e inteligente, apresentando já dons artísticos. Cedo aprendeu a tocar piano, surpreendendo o avô com Rêve d'un ange de Giovanni Ludovic, num jantar do Dia de Reis.
Órfã de pai aos 19 anos, que faleceu após uma longa enfermidade, logo se matricula no Real Conservatório de Lisboa, já com o desejo de ser atriz, após ver uma peça com a francesa Julia Bartet, no Teatro D. Amélia. A protesto da viscondessa, que lhe quisera outro destino que não o teatro, que na época carregava um grande estigma, é expulsa, juntamente com a família, do palacete, sendo testamentos rasgados e relações cortadas, indo residir com a mãe às Amoreiras, numa casa modesta, onde passou grandes dificuldades financeiras.

### Início da carreira

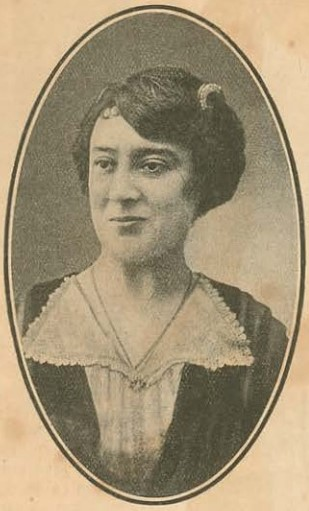
Maria Matos aos 29 anos (Illustração Portuguesa, 17 de janeiro de 1916).

No Conservatório segue o curso de Piano, Canto e Arte Dramática, sob a orientação dos professores João da Câmara, José António Moniz e Augusto de Melo. Aluna distinta, apresenta-se para o exame final com a peça Rosas de Todo o Ano, expressamente escrita por Júlio Dantas para o efeito, concluindo o seu curso de teatro com o 1.º Prémio da Arte de Representar, em 1907. Foi pela mão do seu professor, mestre e amigo João da Câmara que se apresentou nos salões aristocráticos.
Estreia-se profissionalmente a 20 de novembro de 1907, com a peça Judas, drama de Augusto de Lacerda, no Teatro Nacional D. Maria II. Logo em 1908 torna-se sócia daquele teatro, de cujo elenco faziam parte vultos importantes da cena teatral portuguesa, como Eduardo Brazão e Adelina Abranches. Permanece na sociedade artística do D. Maria II até 1910, passando brevemente pela Companhia de Lucinda Simões, com a qual representou a peça A Tia Leontina, no Teatro Aveirense. É ainda naquela época que inicia um relacionamento com o ator Francisco Mendonça de Carvalho, natural do Porto, que se encontrava escriturado no mesmo teatro, de cuja união nasce a sua única filha, Maria Helena Matos, a 6 de novembro de 1910.

Em 1911 é escriturada no Teatro Gymnasio, onde será empresária e onde irá obter os maiores sucessos da sua carreira, estreando-se a 28 de janeiro com a peça Sherlock. Contraiu matrimónio civil a 4 de maio do mesmo ano com Mendonça de Carvalho, com quem irá fundar na mesma década, por volta de 1914/15, a Companhia Maria Matos-Mendonça de Carvalho, residente no Gymnasio. Começa também a ensaiar, dirigir e encenar a grande maioria das peças em que entra. Maria Matos especializa-se em papéis de característica, desfeando frequentemente a frescura dos seus vinte anos para efeitos de comicidade. Só no ano de 1911, participa em 40 peças.

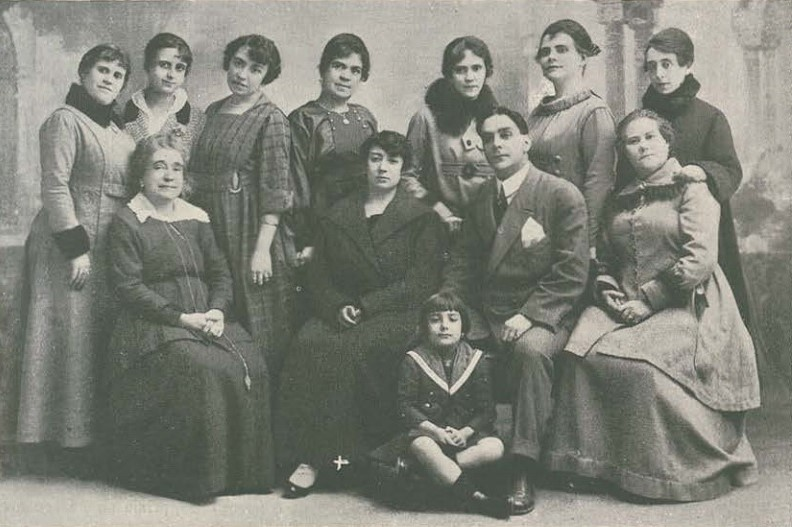
Maria Matos (centro), Mendonça de Carvalho (à direita) e a filha Maria Helena Matos (em baixo) com as atrizes da Companhia do Teatro Gymnasio (Illustração Portuguesa, 10 de dezembro de 1917).

Em 1917 empenhou-se na ajuda aos soldados portugueses mobilizados durante a Primeira Guerra Mundial, tomando a iniciativa de produzir agasalhos com a ajuda do elenco de atrizes do Gymnasio. A edição de 10 de dezembro do mesmo ano, da revista Illustração Portuguesa, relata o acontecimento: "Interessante e gentilíssimo o gesto da empreza do teatro do Ginasio em prol da obra de O Seculo, na sua campanha a favor dos soldados mobilisados. Maria Matos, a eminente atriz, doublée de um coração de mulher, de mãe e de esposa amantíssimas, n'um rasgo de altruísmo que a enobrece mais ainda e melhor faz avultar o seu grande nome de artista, secundada por seu marido, o distintissimo ator Mendonça de Carvalho, solicitou das atrizes, suas colaboradoras no elegante teatro, o seu auxilio para uma idéa que tem tanto de simpatica, como de humanitaria e patriotica. Ouvida com aprazimento, desde então o grupo feminino da sua companhia tem, nas horas vagas, trabalhado afincadamente na manufatura de cachecols, cuja primeira remessa acaba de ser entregue ao Seculo, a fim de seguir para França."

### Teatro

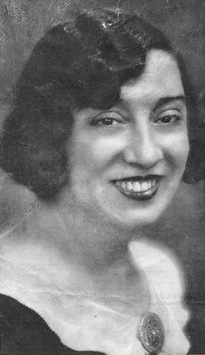
Maria Matos (Biblioteca-Arquivo do Teatro Nacional D. Maria II, década de 1920).

Do seu longo repertório de centenas de peças, entre as quais drama, comédia, opereta, ópera cómica, revista, monólogo, farsa e vaudeville, destacam-se: O Senhor Roubado, Em boa hora o diga, A vizinha do lado, A Doida, Domador de sogras, A Dama das Camélias, Isabel de Inglaterra e Benilde, A madrinha de Charley, A severa, A força do mal, Uma velha estrangeira, A Madrasta, O crime da Avenida 33, Primo Basílio, Soror Mariana, La donna é mobile, Casa de boneca, O Inferno, As pupilas do Senhor Reitor, Os fidalgos da casa mourisca, O conde barão, A lei dos Morgados, O pinto calçudo, A casa de Bernarda Alba, Zázá, O comissário de polícia, entre muitas outras. Assim se tornou um verdadeiro ídolo das plateias onde esteve sediada, primeiro no Teatro Gymnasio e depois, no Teatro Avenida. Para além de digressões pelas Províncias, Ilhas e Brasil, Maria Matos também subiu aos palcos alfacinhas do Teatro Apolo, Variedades, Maria Vitória, Politeama, São Carlos, Trindade e Coliseu dos Recreios, fazendo também visitas regulares ao Porto, onde representava no Teatro Sá da Bandeira.
Além da Companhia Maria Matos-Mendonça de Carvalho, também formou companhias com Nascimento Fernandes, Vasco Santana e Piero Bernardon, além da sua própria companhia. Passou ainda pela Companhia Rey Colaço-Robles Monteiro, Companhia José Ricardo, Companhia de Lucília Simões, Companhia Maria das Neves, Empresa José Loureiro, Companhia da Comédia, Companhia Portuguesa de Revistas, Grande Companhia Dramática Portuguesa, A Companhia dos Cómicos Populares, Empresa Portuguesa de Espectáculos Lda. e Organizações Teatrais.

### Cinema

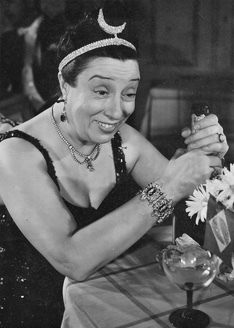
Maria Matos (Biblioteca-Arquivo do Teatro Nacional D. Maria II, década de 1930).

No Cinema participou em longas-metragens de sucesso que lhe proporcionaram um grande estrelato no país, sendo consagrada como uma das melhores atrizes da época de ouro do Cinema Português. Estreou-se em 1935 com a personagem "Joana" no filme As Pupilas do Senhor Reitor, de José Leitão de Barros. Seguiram-se Varanda dos Rouxinóis (1939), de Leitão de Barros, onde representou "Inácia da Conceição", O Costa do Castelo (1943), de Arthur Duarte, onde representou "Mafalda da Silveira", A Menina da Rádio (1944), de Arthur Duarte, onde representou "Rosa Gonçalves", Um Homem às Direitas (1944), de Jorge Brum do Canto, onde representou "Governanta Teresa", Não Há Rapazes Maus! (1948), de Eduardo García Maroto, onde representou "Maria Farripas", A Morgadinha dos Canaviais (1949), de Caetano Bonucci, onde representou "Vitória" e Heróis do Mar (1949), de Fernando Garcia, onde representou "Mulher de Petinga".

### Escritora, dramaturga e professora
A grande popularidade de que desfrutou como atriz cómica, quer no Teatro, quer no Cinema, relegou para segundo plano a sua atividade de escritora. Maria Matos foi autora de dois livros de crónicas e versos: África e Dizeres de Amor e Saudade, ambos publicados em 1935. Foi também autora de três peças teatrais: A Tia Engrácia (1936), comédia em 3 atos; Escola de Mulheres (1937), comédia em 3 atos e Direitos de Coração (1937), comédia em 1 ato, que a consagraram como dramaturga, tendo traduzido várias obras teatrais de Frondaie, Benavente, Zola e Pirandello. Em 1940, foi convidada por Ivo Cruz a ocupar o cargo de Professora do Conservatório Nacional de Lisboa, leccionando as cadeiras de Estética Teatral e de Arte de Dizer até 1945, ano em que se demitiu. Pertenceu também à Sociedade de Autores Portugueses e Brasileiros.

### Condecorações e últimos anos

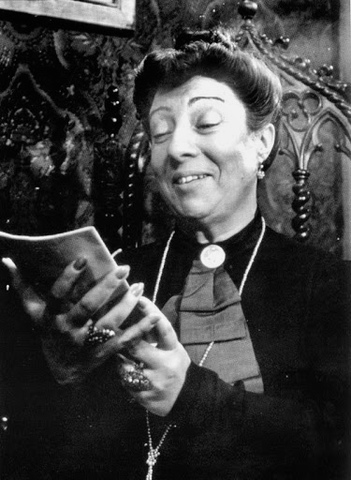
Maria Matos no papel de "Mafalda da Silveira" no filme O Costa do Castelo (1943).

Maria Matos foi ainda agraciada com um louvor publicado no Diário do Governo pelos serviços prestados ao Teatro (1915) e com o grau de Oficial da Ordem Militar de Sant'Iago da Espada, a 9 de maio de 1934.
A 21 de janeiro de 1947, divorciou-se do marido, que logo se reformou após o divórcio. A 3 de janeiro de 1950 realizou-se um espetáculo de homenagem à atriz, que tinha estado doente, no Teatro Variedades, com a peça O processo de Mary Matos, na qual todos os atores e atrizes, à exceção de Maria Matos, que era a ré, representam papéis de juízes, acusadores, defensores, testemunhas de acusação e de defesa. A homenagem contou com a presença de inúmeras figuras como Vasco Santana, António Silva, Carlos Selvagem, Ribeirinho, Alves da Cunha, Alves da Costa, Erico Braga, Brunilde Júdice, Raul de Carvalho, Costinha, Beatriz Costa, Igrejas Caeiro, Irene Isidro, Laura Alves, Madalena Sotto e Maria Lalande.
As duas últimas atuações de Maria Matos foram nas peças Três Gerações, monólogo de Ramada Curto, em cena no Teatro Avenida a 14 de abril de 1951 e Andam ciúmes no ar..., comédia de José López Rubio, tradução de José Galhardo e Luís Galhardo, em cena no Teatro Avenida de 30 de maio a 11 de junho de 1951, onde atuou ao lado de Brunilde Júdice, Maria Lalande, Alves da Costa e João Villaret.

### Falecimento e posteridade

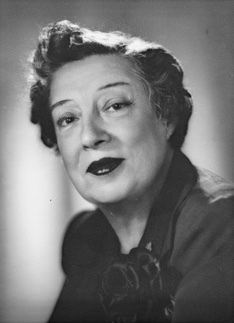
Último retrato de Maria Matos (Biblioteca-Arquivo do Teatro Nacional D. Maria II, Silva Nogueira, c. 1950).

Maria Matos faleceu no primeiro andar do número 33 da Avenida Fontes Pereira de Melo, freguesia de São Sebastião da Pedreira, em Lisboa, onde residia, a 19 de setembro de 1952, aos 65 anos de idade, vítima de arteriosclerose, doença de que padecia há cerca de três anos. Encontra-se sepultada no Cemitério do Alto de São João, em Lisboa.
A 17 de abril de 1953 foi descerrada uma placa comemorativa no prédio onde nasceu, na atual Calçada Engenheiro Miguel Pais, em Lisboa. À data da sua morte encontrava-se a escrever um livro de memórias, que não terminou. Postumamente, foram publicadas As Memórias da Actriz Maria Matos, revistas por Alice Ogando, em 1955. Posteriormente foi homenageada na nomeação do conceituado Teatro Maria Matos, inaugurado a 22 de outubro de 1969 em Lisboa.
O seu nome faz parte da toponímia de: Albufeira, Almada (freguesia de Charneca de Caparica), Barreiro (freguesia de Lavradio), Caldas da Rainha (freguesias de Santo Onofre e Serra do Bouro), Cascais (freguesia de São Domingos de Rana), Lisboa (freguesia de Benfica, Edital de 10 de novembro de 1966, ex-Rua F à Quinta do Charquinho), Matosinhos (freguesia de Senhora da Hora), Moita, Montijo, Odivelas (freguesias de Odivelas e Ramada), Oeiras (freguesia de Linda-a-Velha), Portimão, Seixal (freguesia de Arrentela), Sesimbra (freguesia do Castelo e Quinta do Conde), Sintra (freguesia de Algueirão Mem-Martins) e Vila Franca de Xira.

## Filmografia
| Ano  | Filme                       | Personagem          | Referências |
| ---- | --------------------------- | ------------------- | ----------- |
| 1935 | As Pupilas do Senhor Reitor | Joana               | [ 14 ]      |
| 1939 | Varanda dos Rouxinóis       | Inácia da Conceição | [ 14 ]      |
| 1943 | O Costa do Castelo          | Mafalda da Silveira | [ 14 ]      |
| 1944 | A Menina da Rádio           | Rosa Gonçalves      | [ 14 ]      |
| 1944 | Um Homem às Direitas        | Governanta Teresa   | [ 14 ]      |
| 1948 | Não Há Rapazes Maus!        | Maria Farripas      | [ 14 ]      |
| 1949 | A Morgadinha dos Canaviais  | Vitória             | [ 14 ]      |
| 1949 | Heróis do Mar               | Mulher de Petinga   | [ 14 ]      |